# Going with Zephyr
『Going with Zephyr』（ゴーイング ウィズ ゼファー）は、A.B.C-Zの6枚目のオリジナル・アルバム。2019年8月7日に発売された。発売元はポニーキャニオン。

## 概要
2018年8月からの結成10周年yearの最後を締めくくる作品。
今作は「新しい未来へ進んでいく」をテーマに、メンバー5人でこの10年間の軌跡を改めて振り返り、“新しい風に乗って行こう”、“新しい風を吹かしていこう”という強い意志と挑戦の気持ちが込められている。
初回限定盤A（CD+DVD）〔PCCA-04813〕、初回限定盤B（CD+DVD）〔PCCA-04814〕、通常盤（CD）〔PCCA-04815〕の3形態で発売。
初回限定盤Aにはリード曲「Crush On You」のMusic Clipおよびメイキング関係を特典映像として収録したDVDが付属する。初回限定盤Bにはメンバーがプロデュースを手掛けた楽曲「リンネ」のMusic Clipと、その制作ドキュメンタリー映像であり、2015年発売のシングル「Moonlight walker」に収録されていたドキュメント番組『Za ABC〜5×Focus〜』の第2弾となる『Za ABC〜5×Focus〜[THE SECOND]』を収録したDVDが付属する。

### 仕様
- 初回限定盤A・B - 3方背ボックス仕様[4]
- 通常盤（CD） - ピクチャーレーベル（初回プレス仕様）[4]

### 予約購入先着特典
- Special Book「Going with A.B.C-Z」（数量限定3形態同時予約購入特典）[5]

### 封入特典
- A.B.C-Z 結成10周年記念スペシャルキャンペーンカード[6]（通常盤は初回プレスのみ）

## 収録曲

### CD

#### 通常盤
1. Crush On You
作詞：Kanata Okajima、作曲：Josef Melin，Christofer Erixon、編曲：Josef Melin
  - 本作のリードトラック[7]
  - 予約特典として、各メンバーソロバージョンMusic Clipが収録されたDVDがある。[8]
2. Welcome to the Night
作詞：Komei Kobayashi、作曲：Shogo，古峰拓真、編曲：生田真心
3. Move That Body
作詞：KOMU、作曲：Stephan Elfgren，Magnus Funemyr，Christian Fast、編曲：岩田雅之
4. Saw me tight
作詞：田鹿ゆういち、作曲：田鹿ゆういち，加部輝、編曲：加部輝
5. 夜明けのガンスリンガー
作詞：上中丈弥（THEイナズマ戦隊）、作曲：久保裕行（THEイナズマ戦隊）、編曲：名村武，THEイナズマ戦隊
6. JOYしたいキモチ
作詞：岡田一成（nicoten）、作曲：ひろせひろせ、編曲：生田真心
  - 5thCDシングル[7]
7. Man and Woman
作詞：岩里祐穂、作曲：林田健司、編曲：CHOKKAKU、コーラスアレンジ：佐々木久美
8. アキヅキ
作詞：Takuya Harada、作曲：Takuya Harada，川口進、編曲：山口俊樹
9. Chance to Change
作詞：Atsushi Shimada、作曲：前迫潤哉，ツカダタカシゲ、編曲：ツカダタカシゲ
10. Black Sugar
作詞・作曲：堂島孝平、編曲：CHOKKAKU
  - 6thCDシングル[7]
11. Sweet Addiction
作詞：井手コウジ、作曲：MiNE，Stefan Ekstedt、編曲：石塚知生
12. Want You Back
作詞：EMI K.Lynn、作曲：MiNE，Atsushi Shimada，Tony Ferrari、編曲：Atsushi Shimada
13. 幸あれ
作詞：タナカヒロキ（LEGO BIG MORL）、作曲：川口進，草川瞬，佐原康太、編曲：佐原康太
14. 二人で歩こう
作詞：久保田洋司、作曲：Fredrik“Figge”Bostrom、編曲：佐藤泰将
15. FORTUNE
作詞：ma-saya、作曲：Takuya Harada，Erik Lidbom、編曲：Takuya Harada

#### 初回限定盤A/B
1. Crush On You
2. Welcome to the Night
3. Move That Body
4. Saw me tight
5. 夜明けのガンスリンガー
6. JOYしたいキモチ
7. Man And Woman
8. アキヅキ
9. Chance to Change
10. Black Sugar
11. Want you back
12. 幸あれ
13. FORTUNE
14. リンネ
作詞：橋本良亮、作曲：戸塚祥太、振付：河合郁人、映像：五関晃一、衣装：塚田僚一
  - メンバープロデュース楽曲

初回限定盤Bのみ収録。

### DVD

#### 初回限定盤A
1. 「Crush On You」Music Clip
2. Making of「Crush On You」Music Clip
3. Making of Jacket Shooting

#### 初回限定盤B
1. 「リンネ」Music Clip
2. メンバープロデュース楽曲「リンネ」制作密着ドキュメンタリー Za ABC 〜5×Focus〜[THE SECOND]
  - メンバーが役割を分担して作曲からMusic Clipの制作までを手がけた長期間に渡るプロジェクトを追いかけた密着ドキュメンタリー番組